# Landais (pony)
De landais is een ponyras uit de streek Les Landes in het zuidwesten van Frankrijk.

## Geschiedenis
Er zijn muurschilderingen van op de landais lijkende paarden aangetroffen in de grotten van Lascaux, die eveneens in Zuidwest-Frankrijk liggen. In de tijd dat die muurschilderingen werden gemaakt, leefde onder andere de tarpan in dat gebied. De tarpan was waarschijnlijk een voorouder van de landais, die later gekruist is met andere inheemse rassen. In 732 na Christus, rond de slag bij Poitiers, werd een aanzienlijke hoeveelheid Arabisch bloed aan het ras toegevoegd. Ook rond de Tweede Wereldoorlog werd er nieuw bloed toegevoegd, maar deze keer werd gekozen voor zwaardere rassen om de lichaamsbouw van de pony te verbeteren. Doordat het ras vanaf het begin vrijwel niet zuiver gefokt is, is het bijna onmogelijk om nog ergens een originele, raszuivere landaispony te vinden.

## Kenmerken
De landais is een koudbloedras. Het dier heeft een rechte neuslijn en een breed voorhoofd. De landais heeft een gespierde en goed gebogen hals. De schouders zijn schuin, de rug is breed en kort. De pony's hebben een schofthoogte van 1,20 meter tot 1,35 meter. Ze hebben altijd donkere kleuren, zoals zwart, (donker)bruin en (koffie)vos.
De landais heeft een rustig karakter en is intelligent, vriendelijk en gehoorzaam.

## Gebruik
De landais wordt vaak gebruikt als rijpony en als tuigpony. Hij heeft veel talent voor springen, dressuur en eventing, maar ook op de drafbaan doet dit ras het goed. Ook is dit ras geschikt voor kinderen.

## Afbeeldingen

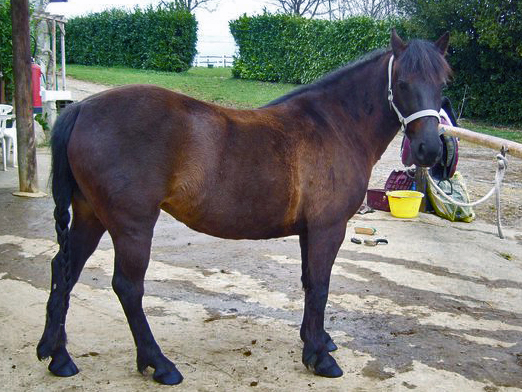
Landaispony
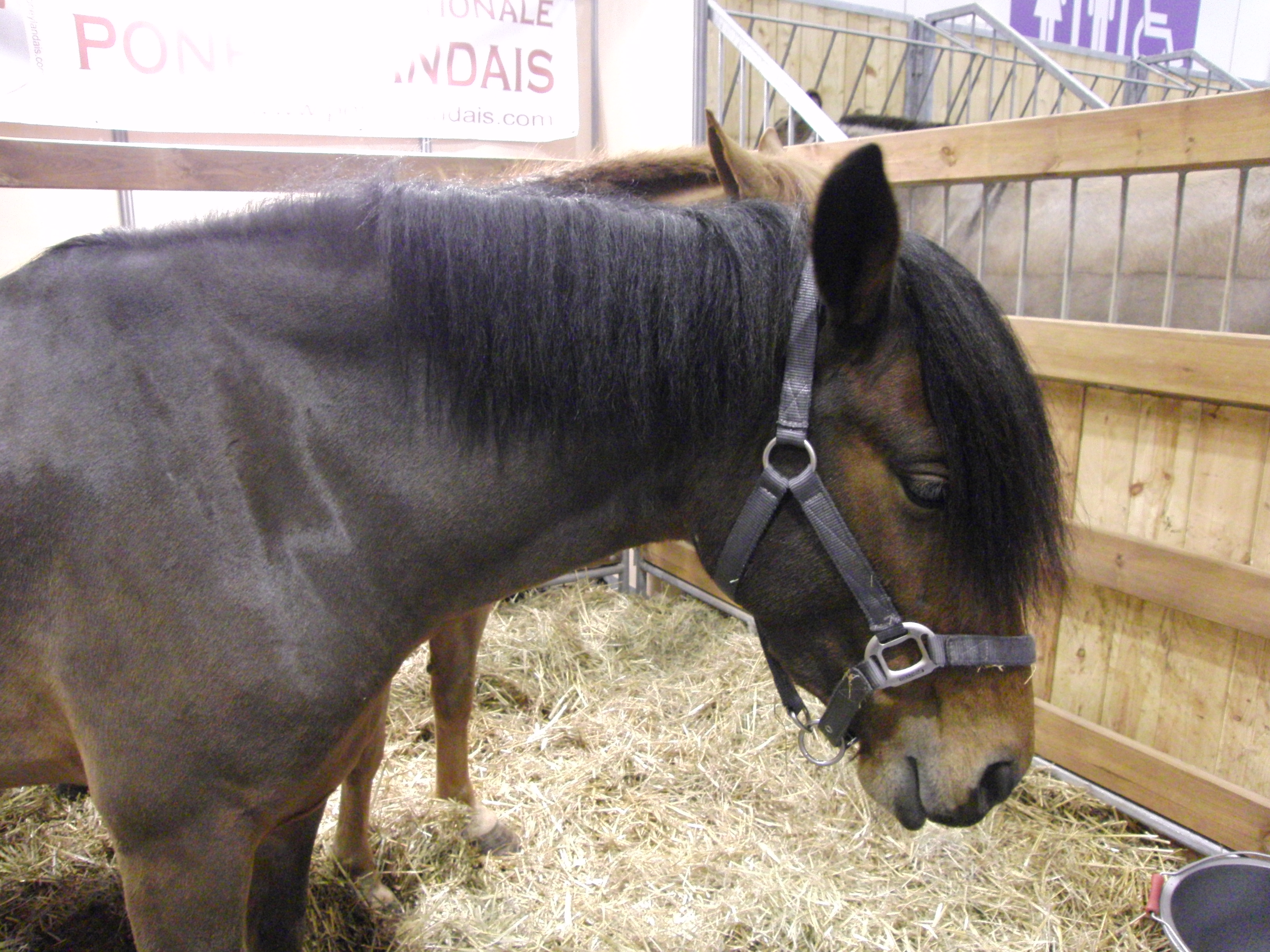
Ponyhoofd
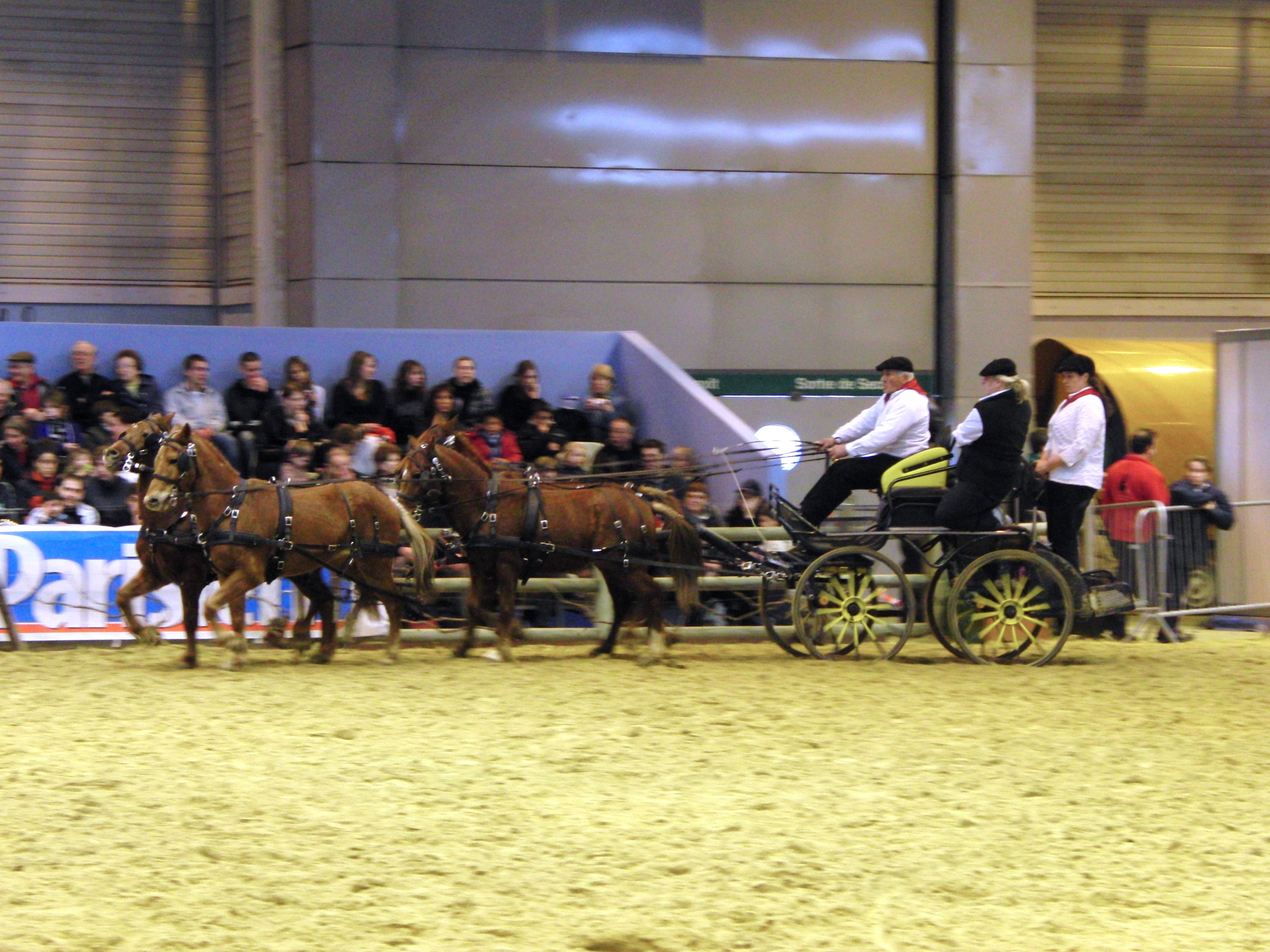
Vierspan in het tuig